# İlayda Akdoğan
İlayda Akdoğan (Estambul, 21 de julio de 1998) es una actriz y modelo turca, conocida por interpretar el papel de Sonay en la película Mustang, por el papel de Meriem en la película My Brother, My Love y por el papel de Asuman Pinar en la serie Dolunay.

## Biografía
İlayda Akdoğan nació el 21 de julio de 1998 en Estambul (Turquía), le apasionó el mundo de la actuación desde temprana edad, siendo elegida posteriormente como actriz infantil.

## Carrera
İlayda Akdoğan en 2006 y 2007 hizo su primera aparición en la pantalla chica con el papel de Seda en la serie de televisión En iyi arkadasim. En 2005 protagonizó la serie Afacanlar Kampı. En 2007 protagonizó la serie Sevgili Dünürüm y Bez Bebek (como Gülay).
En 2015 fue incluida en el elenco de la película Mustang dirigida por Deniz Gamze Ergüven, donde fue una de las cinco hermanas protagonistas junto a Güneş Nezihe Şensoy, Doğa Zeynep Doğuşlu, Tuğba Sunguroğlu y Elit İşcan. La actuación de Sonay le valió el premio a la mujer más prometedora en la 21ª edición de los Premios Lumières. En 2016 interpretó el papel de Eylül en la serie Oyunbozan. En 2016 y 2017 interpretó el papel de Elif en la serie Umuda Kelepçe Vurulmaz.
En 2017 interpretó el papel de Asuman Pinar en la serie de Star TV Dolunay y donde actuó junto a los actores Özge Gürel y Can Yaman. Al año siguiente, en 2018, interpretó el papel de Meriem en la película My Brother, My Love dirigida por Thomas Imbach.
En 2020 interpretó el papel de Syllable en la miniserie de Netflix Rise of Empires: Ottoman. En el mismo año interpretó el papel de Hece en la película Masallardan Geriye Kalan dirigida por Mustafa Ugur Yagcioglu. En 2022 interpretó el papel de Ceyda en la serie de Disney+ Ben Gri. Al año siguiente, en 2023, interpretó el papel de Hatice / Pınar en la película de Netflix Iyi Adamin 10 Günü y en la secuela Kötü Adamın 10 Günü, ambas dirigidas por Uluç Bayraktar.

## Vida personal
İlayda Akdoğan está vinculada sentimentalmente con el jugador de baloncesto iraní Roham Kabir. Fue a Teherán en Irán para reunirse con él en 2020, pero quedó varada allí debido a cancelaciones de vuelos durante la pandemia de COVID-19. Sin embargo, regresó a Estambul cuatro meses después, el 29 de junio de 2020.

## Filmografía

### Cine
| Año  | Título                   | Personaje      | Director               |
| ---- | ------------------------ | -------------- | ---------------------- |
| 2015 | Mustang                  | Sonay          | Deniz Gamze Ergüven    |
| 2018 | My Brother, My Love      | Meriem         | Thomas Imbach          |
| 2020 | Masallardan Geriye Kalan | Hece           | Mustafa Ugur Yagcioglu |
| 2023 | Iyi Adamin 10 Günü       | Hatice / Pınar | Uluç Bayraktar         |
| 2023 | Kötü Adamın 10 Günü      | Hatice / Pınar | Uluç Bayraktar         |

### Televisión
| Año       | Título                 | Personaje    | Notas        |
| --------- | ---------------------- | ------------ | ------------ |
| 2004      | En iyi arkadasim       | Seda         | 8 episodios  |
| 2005      | Afacanlar Kampı        |              |              |
| 2007      | Sevgili Dünürüm        |              |              |
| 2007      | Bez Bebek              | Gülay        |              |
| 2016      | Oyunbozan              | Eylül        | 5 episodios  |
| 2016-2017 | Umuda Kelepçe Vurulmaz | Elif         | 15 episodios |
| 2017      | Dolunay                | Asuman Pinar | 26 episodios |

### Web TV
| Año  | Título                   | Personaje         | Plataforma | Notas       |
| ---- | ------------------------ | ----------------- | ---------- | ----------- |
| 2020 | Rise of Empires: Ottoman | Therma Sphrantzes | Netflix    | 6 episodios |
| 2022 | Ben Gri                  | Ceyda             | Disney+    | 8 episodios |

## Premios y reconocimientos
Premios CinEuphoria
| Año  | Categoría                                    | Trabajo | Resultado |
| ---- | -------------------------------------------- | ------- | --------- |
| 2017 | Premio Honorífico a la Libertad de Expresión | Mustang | Ganadora  |

Festival Internacional de Cine de la India
| Año  | Categoría    | Trabajo | Resultado |
| ---- | ------------ | ------- | --------- |
| 2015 | Mejor actriz | Mustang | Ganadora  |

Premios Lumières (Francia)
| Año  | Categoría              | Trabajo | Resultado |
| ---- | ---------------------- | ------- | --------- |
| 2016 | Actriz más prometedora | Mustang | Ganadora  |

Premios de Teatro y Cine Sadri Alisik
| Año  | Categoría                  | Trabajo | Resultado |
| ---- | -------------------------- | ------- | --------- |
| 2016 | Premio Especial del Jurado | Mustang | Ganadora  |

Festival Internacional de Cine de la Isla de Sajalín
| Año  | Categoría                  | Trabajo | Resultado |
| ---- | -------------------------- | ------- | --------- |
| 2015 | Premio Especial del Jurado | Mustang | Ganadora  |

Festival de Cine de Sarajevo
| Año  | Categoría    | Trabajo | Resultado |
| ---- | ------------ | ------- | --------- |
| 2015 | Mejor actriz | Mustang | Ganadora  |